# Johan Henrik Deuntzer

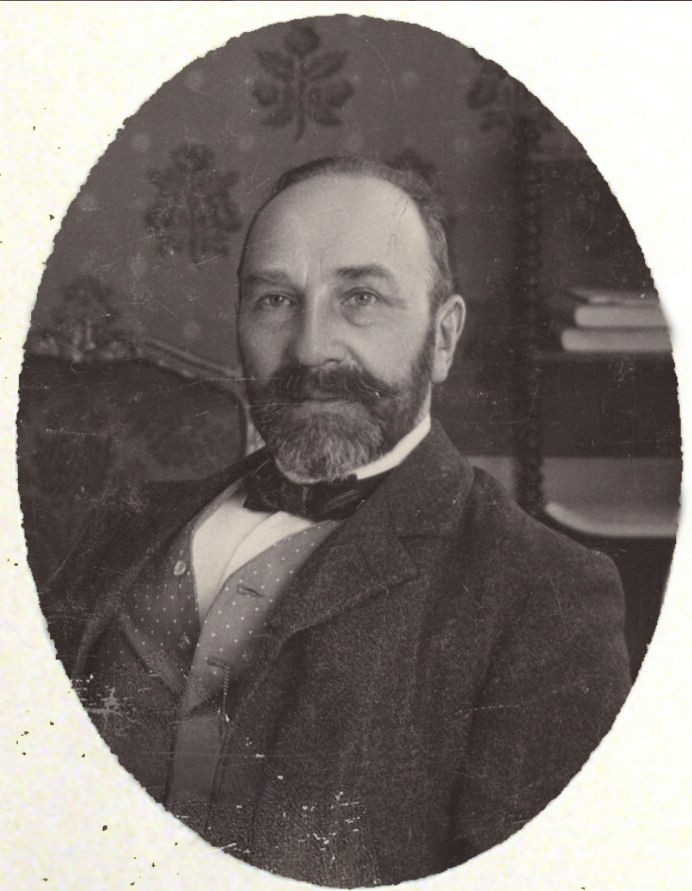
Johan Henrik Deuntzer.

Johan Henrik Deuntzer (Kopenhagen, 20 mei 1845 - Charlottenlund, 16 november 1918) was een Deens jurist, politicus en eerste minister.

## Levensloop
Van 1862 tot 1867 studeerde Deuntzer rechten aan de Universiteit van Kopenhagen. Vanaf 1872 was hij aan deze universiteit docent burgerlijk recht en procesrecht. Daarnaast was hij ook actief als juridisch adviseur en onderhandelaar voor de regering en schreef hij meerdere Deense en Noorse juridische standaardwerken en een biografie over de Deense kanselarijsecretaris Henrik Stampe (1713-1789). In 1894 werd hem vanwege zijn verdiensten een eredoctoraat verleend. Bovendien was hij vanaf 1882 lid van de raad van bestuur en vanaf 1896 directeur van de Deense brandverzekeringsmaatschappij en vanaf 1897 lid van de raad van bestuur van de Oost-Aziatische handelsmaatschappij. In 1911 verleende de rechtenfaculteit van de Universiteit van Oslo hem een tweede eredoctoraat.
Deuntzer werd eveneens lid van de liberale Venstre-partij en werd op 24 juli 1901 door koning Christiaan IX benoemd tot premier van Denemarken, een functie die hij combineerde met het ambt van minister van Buitenlandse Zaken. In die hoedanigheid trad hij op als onderhandelaar bij de verkoop van Deens-West-Indië aan de Verenigde Staten. De verkoop vond evenwel pas in 1917 plaats, toen de Verenigde Staten tijdens de Eerste Wereldoorlog dringend een marinebasis in dat gebied nodig hadden. Op 15 januari 1905 werd hij als eerste minister opgevolgd door Jens Christian Christensen.
Van 1902 tot 1913 zetelde Deuntzer tevens in de Folketing en in 1914 werd hij benoemd tot lid van de Landsting, het Deense Hogerhuis, waar hij tot zijn dood in 1918 zetelde. In 1905 was hij een van de oprichters van Radikale Venstre, een progressief-liberale partij die zich van Venstre had afgescheurd.
- Library of Congress Control Number: n93119347
- LIBRIS: 183717
- Virtual International Authority File: 39346248